# Anděl (Musikpreis)
Der Anděl ist ein tschechischer Musikpreis der jährlich von der Česká hudební akademie (Tschechische Musikakademie) in verschiedenen Kategorien vergeben wird. Derzeit werden Popmusik-Künstler in den acht Hauptkategorien Band, Solointerpretin, Solointerpret, Komposition des Jahres, Album des Jahres, Entdeckung des Jahres, Videoclip des Jahres, Hall of Fame und in den vier Genre-Kategorien Folk, Jazz, Electronic und Alternative vergeben.
Der Preis wurde 1991 unter dem Namen Výroční československé hudební ceny (Tschechoslowakische Musikpreise) gegründet und hieß von 1992 bis 1996 Gramy, nach dem Vorbild Grammy Awards. Seit 1997 wird die von Jaroslav Róna gestaltete Trophäe eines goldenen, Horn spielenden Engels (tschechisch anděl) mit ausgebreiteten Flügeln vergeben.

## Preisträger
| Jahr | Band             | Interpret       | Interpretin          | Hall of Fame                  | Entdeckung des Jahres |
| ---- | ---------------- | --------------- | -------------------- | ----------------------------- | --------------------- |
| 2024 | Monkey Business  | Vladimír Mišík  | Kateřina Marie Tichá | Ivan Mládek                   | Kvietah               |
| 2023 | J.A.R.           | David Koller    | Pam Rabbit           | Jiří Korn                     | Tereza Balonová       |
| 2022 | Vypsaná Fixa     | Miro Žbirka     | Lenny                | Zdeněk Svěrák                 | Calin                 |
| 2021 | Mirai            | David Stypka    | Ewa Farna            | Jaroslav Uhlíř                | Annabelle             |
| 2020 | Tata Bojs        | 7krát3          | Lenka Dusilová       | Robert Křesťan                | Kateřina Marie Tichá  |
| 2019 | Mirai            | Vladimír Mišík  | Beata Hlavenková     | Jiří Černý                    | Zvíře jménem Podzim   |
| 2018 | Monkey Business  | Miro Žbirka     | Barbora Poláková     | Michal Prokop                 | The Atavists          |
| 2017 | J.A.R.           | David Stypka    | Debbi                | Vladimír Merta                | Mirai                 |
| 2016 | Jelen            | Thom Artway     | Lenny                | Věra Špinarová                | Thom Artway           |
| 2015 | Kryštof          | David Koller    | Klara.               | Michal Pavlíček               | Barbora Poláková      |
| 2014 | Chinaski         | Michal Hrůza    | Aneta Langerová      | Hana Zagorová                 | Jelen                 |
| 2013 | Bratři Orffové   | Dan Bárta       | Lenka Dusilová       | Petr Hapka                    | Lenny                 |
| 2012 | Kryštof          | Vojtěch Dyk     | Aneta Langerová      | Pavel Bobek                   | Zrní                  |
| 2011 | Mandrage         | Tomáš Klus      | Lenka Dusilová       | Václav Neckář                 | Goodfellas            |
| 2010 | Nightwork        | David Koller    | Lucie Bílá           | Petr Muk (in memoriam)        | Republic of Two       |
| 2009 | Monkey Business  | Tomáš Klus      | Ewa Farna            | Marie Rottrová                | Charlie Straight      |
| 2008 | Kryštof          | Dan Bárta       | Lenka Dusilová       | Katapult                      | Toxique               |
| 2007 | Chinaski         | Matěj Ruppert   | Aneta Langerová      | Karel Černoch (in memoriam)   | Markéta Irglová       |
| 2006 | Kryštof          | Matěj Ruppert   | Anna K               | Karel Svoboda (in memoriam)   | Gipsy.cz              |
| 2005 | Chinaski         | Petr Kolář      | Lenka Dusilová       | Radim Hladík                  | Clou                  |
| 2004 | Tata Bojs        | Dan Bárta       | Aneta Langerová      | Zuzana Navarová (in memoriam) | Aneta Langerová       |
| 2003 | Kabát            | Dan Bárta       | Radůza               | Jaromír Nohavica              | Radůza                |
| 2002 | Support Lesbiens | Dan Bárta       | Kateřina Winterová   | Michal Tučný (in memoriam)    | Black Milk            |
| 2001 | Čechomor         | Dan Bárta       | Helena Vondráčková   | Helena Vondráčková            | Kryštof               |
| 2000 | Monkey Business  | Dan Bárta       | Lenka Dusilová       | Milan Hlavsa                  | Monkey Business       |
| 1999 | Buty             | Dan Bárta       | Anna K               | Waldemar Matuška              | -123 min.             |
| 1998 | Lucie            | Dan Bárta       | Lucie Bílá           | Marta Kubišová                | Sexy Dancers          |
| 1997 | Buty             | Daniel Hůlka    | Lucie Bílá           | Petr Novák (in memoriam)      | Daniel Hůlka          |
| 1996 | Žlutý pes        | Janek Ledecký   | Iva Bittová          | Jiří Suchý                    | Colorfactory          |
| 1995 | Buty             | Kamil Střihavka | Lucie Bílá           | Hana Hegerová                 | Alice Springs         |
| 1994 | Lucie            | Dan Bárta       | Lucie Bílá           | Karel Kryl (in memoriam)      | Buty                  |
| 1993 | Yo Yo Band       | Ivan Hlas       | Lucie Bílá           | Vladimír Mišík                | Ilona Csáková         |
| 1992 | Shalom           | Petr Muk        | Lucie Bílá           | Olympic – Petr Janda          | Burma Jones           |
| 1991 | Lucie            | Pavol Habera    | Bára Basiková        | Karel Gott                    | ZOO                   |